# 샤드라크 아콜로
샤드라크 아콜로 아바바(프랑스어: Chadrac Akolo Ababa, 1995년 4월 1일 ~ )는 스위스 슈퍼리그의 장크트갈렌과 콩고 민주 공화국 국가대표팀에서 미드필더로 활약하고 있는 콩고 민주 공화국의 축구 선수이다.

## 어린 시절
콩고 민주 공화국에서 태어난 아콜로는 정치적 격변으로 가족과 함께 출국해 지중해를 건너 14살 때 스위스에 도착했다. 그곳에서 그는 스위스 슈퍼리그의 FC 시옹의 눈에 들어왔다.

## 구단 경력
2016년 2월 1일, 킨샤사 출신의 아콜로는 뇌샤텔 크사막스로 2015-16 시즌이 끝날 때까지 임대되었다.
2017년 7월 9일, 아콜로는 VfB 슈투트가르트와 4년 계약을 맺었다.
2019년 7월, 그는 아미앵 SC로 이적했다.
2021년 2월, 그는 시즌 종료 후까지 SC 파더보른에 임대되었다.
2022년 7월 3일, 아콜로는 스위스의 장크트갈렌으로 2년 계약을 맺었다.

## 국가대표팀 경력
아콜로는 2017년 9월 5일 튀니지와의 2018년 FIFA 월드컵 예선 경기에서 콩고 민주 공화국 국가대표팀 데뷔 전을 치렀다.
그는 이집트에서 열리는 2019년 아프리카 네이션스컵에 소집되었다. 이 대회에서 그는 두 경기를 치렀는데, 첫 번째 경기는 6월 30일, 짐바브웨와의 경기로 선발 출전해 83분 동안 교체 출전했고, 7월 7일, 마다가스카르와의 마지막 8경기에도 선발 출전해 70분까지 교체했다. 이 경기에서 그는 승부차기에서 탈락했다.